# Korzybie (przystanek kolejowy)
Korzybie – przystanek osobowy i bocznica szlakowa, dawniej stacja węzłowa o znaczeniu regionalnym w Korzybiu w województwie pomorskim, w Polsce.
Na terenie stacji funkcjonowały kasy towarowa i osobowa, telegraf, dwa posterunki sterowania ruchem kolejowym, baza zabezpieczeniowców i toromistrzów, warsztat elektryków, przychodnia zdrowia, straż pożarna, wieża ciśnień oraz domki letniskowe dla pracowników kolei. Piętro budynku stacyjnego zajmowały mieszkania służbowe (mieszkał tu zawiadowca stacji), natomiast piwnica mieściła schron, kotłownię i magazyny obrony cywilnej. W XXI wieku dworzec przejęła i wyremontowała gmina Kępice. W budynku umieszczono filię Biblioteki Publicznej Miasta i Gminy Kępice, kącik zabaw dla dzieci, salę szkoleniowo-integracyjną z zapleczem kuchennym oraz kilka pokoi gościnnych. Remont sfinansowano dzięki dotacji z Narodowego Programu Rozwoju Bibliotek w wysokości 1,3 mln zł. W czerwcu 2025 na dworcu otwarto wystawę poświęconą historii kolei w Korzybiu.

## Ruch pasażerski
| Rok  | Wymiana pasażerska na dobę |
| ---- | -------------------------- |
| 2017 | 100-149                    |
| 2022 | 100-149                    |

13 lipca 2010 w pobliżu przystanku miał miejsce wypadek kolejowy (zderzenie czołowe dwóch pociągów osobowych), w którym rannych zostało 36 osób.

## Połączenia
- Szczecinek
- Miastko
- Słupsk